# بهمن توحیدی
بهمن توحیدی کلورزی، زادهٔ ۱۳۳۸ در رستم‌آباد (گیلان) شیمی‌دان ایرانی‌ست. وی استاد تمام (پروفسور) مهندسی نفت در دانشگاه هریوت-وات اسکاتلند است. طرح پیشنهادی وی در سال ۲۰۱۵ برندهٔ جایزهٔ معتبر سلطنتی بریتانیا، موسوم به en:Queen's Anniversary Prize شد.

## زندگی‌نامه
بهمن توحیدی کلورزی در تاریخ ۱۲ فروردین ۱۳۳۸ در روستای کلورزِ رستم‌آباد متولد شد. وی فرزند یحیی (صحبت) توحیدی کلورزی و لیلا (مریم) نیکزاد کلورزی می‌باشد. پس از سکونت خانواده در شهر رشت، او دورهٔ ابتدایی تحصیلات خویش را در مدارس صادقی‌نژاد (واقع در محلهٔ آفخرا) و فولادلو (واقع در محلهٔ بیستون، سیده رقیه) رشت سپری کرد. کلاس اول تا ششم دبیرستان را نیز در دبیرستان نوربخش (واقع در محلهٔ چمارسرا) در رشتهٔ ریاضی به پایان رساند و در سال ۱۳۵۶ موفق به دریافت دیپلم تحصیلات متوسطه شد و در همان سال با رتبهٔ ۱ منطقه (و رتبهٔ ۷۹ کشوری) در رشتهٔ مهندسی شیمی (گرایش پتروشیمی) دانشکدهٔ نفت آبادان پذیرفته شد.
وی پس از اخذ مدرک کارشناسی، به مدت هفت سال در شرکت ملی نفت ایران مشغول به کار شد و در سال ۱۳۶۹ برای ادامهٔ تحصیل به خارج از کشور عزیمت نمود. او در مقطع دکترای دانشگاه هریوت-وات اسکاتلند در رشتهٔ مهندسی پتروشیمی پذیرفته شد و توانست در سال ۱۳۷۴ از رسالهٔ دکترای خود با عنوان تعادل فازی هیدرات‌های گازی در حضور محلول‌های نمک (Gas Hydrate equilibria in the presence of electrolyte solutions) با موفقیت دفاع نماید.
پزشکان در سال ۲۰۱۶ با تشخیص تومور مغزی در بدن پروفسور توحیدی، اعلام کردند که او حداکثر دو سال فرصت زندگی خواهد داشت؛ اما وی با اتکاء به امید و اراده، ضمن پیگیری درمان‌های پزشکی، توانست با تغییر سبک زندگی، ورزش مستمر و استفاده از رژیم غذایی مناسب بر آن بیماری مهلک غلبه نماید. وی در حال حاضر در شهر ادینبرو اسکاتلند اقامت دارد.

## فعالیت‌های آکادمیک
وی یکی از اعضای باسابقه در انجمن مهندسی نفت (SPE) است و سخنرانی‌اش با عنوان «هیدرات‌های گازی؛ دوست یا دشمن؟» به عنوان سخنرانی برترِ این انجمن در سال ۲۰۰۴–۲۰۰۵ برگزیده شد. او همچنین از سال ۲۰۰۶ تاکنون عضو «شورای پژوهشی علوم مهندسی و فیزیک بریتانیا» (the UK Engineering and Physical Science Research Council) بوده‌است. عضویت در هیئت تحریریهٔ مجله "chemical engineering research and design" و معاونت انجمن مهندسی پتروشیمی دانشگاه هریوت-وات نیز در کارنامهٔ آکادمیک وی مشاهده می‌شود. او تاکنون بیش از ۴۰۰ مقاله در ژورنال‌های معتبر (از جمله مجلهٔ نیچر) و چندین فصل در کتاب‌های مختلف به چاپ رسانده است. او به دلیل پژوهش‌ها و انتشار مقالات معتبر علمی در زمینهٔ هیدرات گازی به سرعت مدارج ارتقاء دانشگاهی را طی نمود؛ به طوری که فقط هشت سال پس از اخذ مدرک دکترا موفق به دریافت درجهٔ استاد تمام در دانشگاه هریوت وات شد. وی در بخش آموزشی نیز سابقهٔ تدریس در دانشگاه‌ها و مراکز علمی متعددی به شرح زیر داشته‌است:
- دانشگاه صنعت نفت و انستیتو تکنولوژی اهواز
- دانشگاه صنعتی سهند تبریز
- دانشگاه هریوت-وات اسکاتلند (Heriot-Watt University)
- دانشگاه انی، در شهر میلان ایتالیا (Eni Corporate University)
- دانشگاه نفت چین
- دانشگاه پلی تکنیک تومسک (tomsk polytechnic university) و دانشگاه اسکول تک (Skoltech) روسیه
- دانشگاه پتروناس مالزی (Technical University of Petronas)
- دانشگاه تکنولوژی قزاق-بریتیش قزاقستان (Kazakh-British Technical University)
- دانشگاه خزر (با حمایت BP؛ بریتیش پترولیوم) در جمهوری آذربایجان
- مرکز آموزش BP در آنگولا
- استاد وابستهٔ دانشگاه‌های ادینبرو، قطر، تهران و صنعتی شریف.

## فعالیت‌های اجرایی و پروژه‌های علمی
از جمله پروژه‌های علمی که توسط وی به اجرا درآمده است، می‌توان به موارد ذیل اشاره کرد:
1. تأسیس مرکز تحقیقات هیدرات‌های گازی در دانشگاه Heriot-Watt در سال ۱۳۷۹
2. تأسیس شرکت دانش‌بنیان هایدرافکت (Hydrafact) در سال ۱۳۸۴
3. اجرای بیش از ۷۰۰ پروژهٔ علمی و صنعتی

- یکی از مهم‌ترین و به یادماندنی‌ترین پروژه‌های اجرا شده در ایران، انجام محاسبات مربوط به فوران و آتش‌سوزی چاه‌های نفتی و ارائهٔ راه‌حل برای آن بود (در پیِ به آتش کشیدن چاه‌های نفتیِ دهلران در زمان جنگ). طرح جامع مهار و خاموش‌سازی چاه‌های نفت (شامل روش عملیات، تجهیزات و تعداد نیروی انسانی مورد نیاز) که توسط وی ارائه شد، به عنوان مبنایی برای رفع حریق و مهار چاه‌های نفت در طول جنگ تحمیلی به کار گرفته شد و بعدتر برای مهار چاه‌های نفت کویت که توسط رژیم بعث عراق به آتش کشیده شده بود، توسط متخصصان ایرانی مورد استفاده قرار گرفت.

## افتخارات علمی
- نفر اول در مسابقات مقالهٔ دانشجوی دکترا در اروپا (سال ۱۹۹۳) و نفر دوم در جهان (سال ۱۹۹۴)
- ریاست کنفرانس بین‌المللی هیدرات‌های گازی در سال ۲۰۱۱
- عضو هیئت علمی یا هیئت برگزاری در بیش از ۲۰ کنفرانس بین‌المللی و سخنران مدعو در بیش از ۳۰ کنفرانس و کارگاه آموزشی[۹]
- اخذ جایزهٔ معتبر Queen's Anniversary Prize

این جایزه هر دو سال یکبار، با هدف تشویق به نوآوری در دانشگاه‌ها توسط ملکهٔ بریتانیا اهداء می‌شود. در ۲۵ فوریهٔ سال ۲۰۱۶ (۶ اسفند ۱۳۹۴) جایزهٔ مزبور به پاس نوآوری در صنعت نفت و گاز، به طرح تحقیقاتیِ تحت مدیریتِ پروفسور توحیدی تعلق گرفت و طی مراسمی با حضور وی و سایر دانشمندان در کاخ باکینگهام، توسط ریاست دانشگاه هریوت-وات دریافت شد. 
این طرح پژوهشی که نمونه‌ای از کاربرد تحقیقات دانشگاهی در حل مشکلات صنعتی‌ست، توانست از یک‌سو با افزایش عمر مخازن نفتی و به دنبال آن، افزایش تولید (و صدها میلیون دلار افزایش درآمد) و از سوی دیگر با کاهش آلودگی محیط زیست و کاهش هزینه، مورد توجه قرار بگیرد و جایزهٔ معتبر سلطنتی را به خود اختصاص دهد.
- شرکت دانش‌بنیانِ Hydrafact که توسط وی تأسیس و مدیریت شده‌است،[۱۳] به جهت نوآوری و اختراعی که در زمینهٔ حذف و بازیافت بازدارنده‌های سینتیکی از آبِ همراه با نفت و گاز (Kinetic Hydrate Inhibitors) ارائه نموده، از سوی انستیتوی مهندسی شیمی (institute of Chemical Engineering) در لیست نهایی نامزدهای دریافت جایزه سال ۲۰۱۶ قرار گرفته‌است.[۱۴]

شایان ذکر است که بازدارنده‌های سینتیکی، به منظور جلوگیری از تشکیل هیدرات‌های گازی در خطوط تولید و انتقال نفت و گاز تزریق می‌شوند؛ اما از آنجا که این مواد از جنس پلیمر هستند، صدمات زیادی به محیط زیست وارد کرده و نیز مشکلات عدیده‌ای را در عملیات پاکسازی آب‌های تولیدیِ همراه با نفت و گاز ایجاد می‌کنند. به همین دلیل بازیافت بازدارنده‌های سینتیکی، امکان استفادهٔ مجدد از این مواد شیمیایی را فراهم کرده، از یکسو باعث کاهش هزینهٔ تولید و از سوی دیگر سبب کاهش آلودگی محیط زیست می‌شود.
- دریافت جایزهٔ یک عمر دستاورد (Lifetime Achievement Award) به پاس مشارکت‌های مؤثر و مستمرِ ۲۰ ساله در حوزهٔ تحقیق، آزمایش یا اکتشاف هیدرات، در نهمین کنفرانس بین‌المللی هیدرات‌های گازی در کلرادوی آمریکا[۱۵]

- در جلد دوم کتاب «خاطرات ماندگار»، به مرور و مستندسازی خاطرات و تجارب بزرگان صنعت نفت ایران، از جمله پروفسور بهمن توحیدی پرداخته شده است.[۱۶]